# Euxiphidiopsis zubovskyi
Euxiphidiopsis zubovskyi är en insektsart som först beskrevs av Andrej Vasiljevitj Gorochov 1993.  Euxiphidiopsis zubovskyi ingår i släktet Euxiphidiopsis och familjen vårtbitare. Inga underarter finns listade i Catalogue of Life.